# Amigo de Aluguel
Amigo de Aluguel é um seriado de televisão brasileiro com produção da O2 Filmes e exibido originalmente pela Universal TV, na qual estreou no dia 26 de agosto, e vai ao ar todo domingo às 23h. A comédia é estrelada por Felipe Abib, a série gira em torno de Fred, um ator fracassado que passa a ser um "amigo de aluguel", ou seja, ele se "transforma" na pessoa que você precisa, na hora que você mais precisa. A primeira temporada contará com cinco episódios e a cada semana um novo desafio para Fred e participações especiais.

## Sinopse
Fred, um ator que tem fobia de palco. Desempregado, sem perspectivas e com um filho de 9 anos para ajudar a criar, ele acaba aceitando um trabalho inusitado: “Amigo de Aluguel”. Porém, Frederico não é um “amigo” qualquer. Ator e perfeccionista, ele estuda e cria personagens de ficção, sob medida, para a vida real dos clientes. Ele pode se transformar rapidamente em um namorado, tio, herdeiro, guru de autoajuda, padre, avô, mulher ou seja lá quem for. Por contradição do destino, ele, que é tão talentoso para consertar as vidas alheias, não consegue consertar sua própria vida.

## Elenco
| Ator             | Papel                                    |
| ---------------- | ---------------------------------------- |
| Felipe Abib      | Frederico (Fred) / João Paulo / Cauê Sol |
| Luciana Paes     | Sara                                     |
| Thiago Amaral    | Jun Ho                                   |
| Christiana Ubach | Angelina                                 |
| Julia Ianina     | Carla                                    |
| Enzo Barone      | Ivan                                     |
| César Mello      | Victor                                   |
| Gabriela Yoon    | Min Ha                                   |

### Participação
| Ator               | Papel   | Episódio                      |
| ------------------ | ------- | ----------------------------- |
| Laila Zaid         | Hannah  | "Bom Demais Para Ser Verdade" |
| Edu Moraes         |         | "Bom Demais Para Ser Verdade" |
| Mário Gomes        |         | "O Herdeiro"                  |
| André Bankoff      |         | "O Herdeiro"                  |
| Carlos Moreno      |         | "O Herdeiro"                  |
| Marjorie Gerardi   | René    | "Três São Multidão"           |
| Ilana Kaplan       | Laura   | "Três São Multidão"           |
| Mayara Constantino | Elena   | "Três São Multidão"           |
| Fabio Herford      | Luiz    | "Três São Multidão"           |
| Miá Mello          | Mônica  | "O Parto"                     |
| Gorete Milagres    | Tininha | "O Parto"                     |
| Norma Blum         |         |                               |
| Luiz Serra         |         |                               |
| Gabriela Borer     | Dora    | "Indiana Jones"               |